# Валлійський кролик

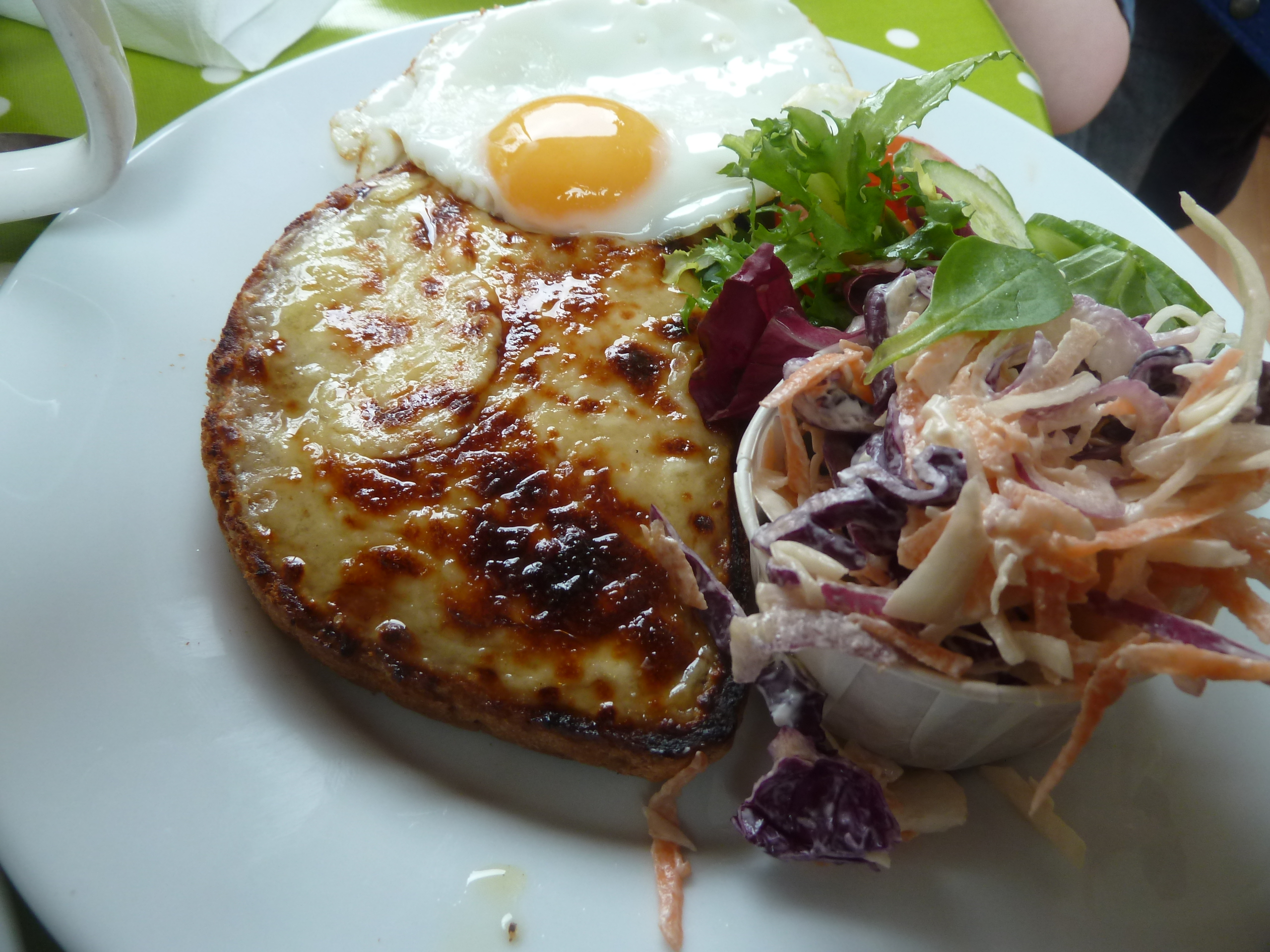
Валлійський кролик з яйцем

Валлійський кролик (англ. Welsh rabbit), або Валлійський раритет (англ. Welsh rarebit), також Грінки по-валлійськи — валлійська страва, грінки або скибочки підсмаженого хліба з розплавленим сирним соусом. Початкова назва страви XVIII століття була жартівливою (Welsh rabbit, «валлійський кролик»), пізніше було переосмислено як «rarebit», оскільки страва не містить кролика. Існують інші варіанти назви: English rabbit, Scotch rabbit, buck rabbit, golden buck, та blushing bunny.
Хоча немає переконливих доказів того, що ця страва виникла у валлійській кухні, її іноді ототожнюють із валлійським caws pobi, «запеченим сиром», задокументованим у 1500-х роках.

## Соус
Деякі рецепти просто розплавляють тертий сир на тості. Інші роблять соус із сиру, елю та гірчиці і приправляють каєнським перцем або паприкою. В інших рецептах додають молоко, вино чи вустерський соус. Соус може також містити сир та гірчицю в соусі бешамель.

## Назва
Слово «rarebit» є спотворенням слова «rabbit»: «валлійський кролик» вперше згадується в 1725 році, а «ребіт» — в 1781. Перша зареєстрована згадка про цю страву була у 1725 році в англійському контексті, але походження терміна невідоме. Ймовірно, це було зроблено для того, щоб пожартувати. «Валійський», ймовірно, використовувався як зневажливий дисфемізм, що означає «щось нестандартне чи вульгарне», і припускає, що «тільки такі бідні та дурні люди, як валлійці, будуть їсти сир і називати його кроликом», або що «валлійці як найближчу їжу до кролика, могли собі дозволити лише розплавлений сир на тості». Або це може просто натякати на «скромну дієту гірських валлійців». Іншими прикладами таких жартівливих назв продуктів є «валлійська ікра» (laverbread, страва з водоростей); «есекський лев» (Essex lion, теля); «норфолкський каплун» (копчена риба); «ірландський абрикос» (картопля); Устриці Скелястих гір (бичачі яєчка); і «шотландський вальдшнеп» (омлет та анчоуси на тості)..
Страва могла бути приписана валлійцям, бо вони любили смажений сир: «Я валлієць, я люблю коуз бобі, гарний смажений сир». (1542) «Cause boby» (валлійською мовою caws pobi) — це «запечений сир», але неясно, чи пов'язаний він з валлійським кроликом.